# Graham Lyons
Graham Lyons (* 1936 in Hampstead; † Juni 2024) war ein britischer Musiker (Fagott, Baritonsaxophon, Flöte, Klarinette, Arrangement, Komposition).

## Leben und Wirken
Lyons begann im Alter von sechs Jahren mit dem Klavierspielen, wechselte dann mit 13 Jahren, inspiriert von Benny Goodman, zum Klarinettenunterricht, den ihm fünf Jahre lang George Draper erteilte. Des Weiteren spielte er Klavier, allerdings ohne formellen Unterricht, und nutzte es, um sich mit Harmonielehre und Jazzimprovisation zu beschäftigen. Nach Ableistung seines Wehrdiensts als Radaranlagentechniker zog Lyons nach Oxford, um Physik zu studieren. In Oxford hatte jedoch für ihn die Musik Vorrang, was bedeutete, dass er am Ende des ersten Jahres die Universität verlassen musste. Danach studierte er Fagott und Komposition an der Guildhall School of Music and Drama und bestritt seinen Lebensunterhalt durch die Arbeit in einem Jazzclub als Musiker am Klavier, Klarinette und Saxophon.
In den nächsten Jahrzehnten arbeitete Lyons als Interpret in Sinfonieorchestern, Musicals, Clubs und im Hörfunk. Er komponierte klassische Werke (wie „Short Sonata for Clarinet and Bassoon“), aber auch Werbe-Jingles und Hintergrundmusik für das Fernsehen und arrangierte für Bands, Kabarett und verschiedene (inzwischen aufgelöste) BBC-Rundfunkorchester.  1975 gründete er das Classical Woodwind Quartet, das Musik des 17. und 18. Jahrhunderts interpretierte.
Darüber hinaus unterrichtete Lyons nebenberuflich Holzblasinstrumente an zwei Schulen im Norden Londons. Zudem entwickelte er mit dem Clarinéo eine kürzere, leichtere und ohne Transposition spielbare Klarinette, die 1993 den British Design Award gewann und bereits ab vier Jahren spielbar ist. In der Folge war er bei der Gründung des Unternehmens Nuovo engagiert, das eine Reihe von Holzblasinstrumenten aus Kunststoff entwickelte, baut und vermarktet. Er legte eine Reihe von musikpädagogischen Veröffentlichungen vor, die mehr als sechzig Tutorials und Alben umfassen und insgesamt mehr als 300.000 Mal verkauft wurden. Viele seiner Kompositionen stehen auf den Lehrplänen der britischen Musikprüfungsausschüsse für Bläser und gehören wie „Pictures from the Past“ oder „Dancing in the Rain“ auch zum Repertoire von Jugend musiziert.
Im Bereich des Jazz war Lyons laut Tom Lord zwischen 1960 und 1975 an sieben Aufnahmesessions beteiligt, mit Dudley Moore, The Temperance Seven, dem New Paul Whiteman Orchestra unter Leitung von Alan Cohen, außerdem mit dem Alan Tew Orchestra und der Herman Wilson Chamber Group. 1967 legte er die Single Jazz Bassoon (Decibel Records) vor, aufgenommen mit Ron Rubin (Bass) und Bill Eyden (Schlagzeug).

## Diskographische Hinweise
- Kaleidoscope of Sounds (Standard Music Library, 1976)
- Laurent Voulzy, Francis Fumière, Graham Lyons: Viva La France (Standard Music Library, 2000)